# Allium undulatipetalum
Allium undulatipetalum — вид трав'янистих рослин родини амарилісові (Amaryllidaceae), ендемік Туреччини, а саме південно-західної Анатолії. Етимологія: епітет виду походить від його хвилястих листочків оцвітини.

## Опис
Цибулина кругла, діаметром 2–3 см, зовнішні оболонки чорнуваті, розпадаються, внутрішні оболонки білі. Стеблина 20–50 см над землею, злегка гнучка, циліндрична, діаметром 2–3 мм, прикоренева частина зеленого або рум'яного кармінового забарвлення. Листків 3–5, лінійно-ланцетні, 2–5 см завширшки та 7–25 см завдовжки, зелені, з вузьким білим краєм, гладкі. Суцвіття напівсферичне у час цвітіння, майже сферичне у час плодоношення, діаметром 4–8.5 см. Оцвітина майже дзвоникоподібна. Листочки оцвітини зворотнояйцеподібно-округлі, на верхівці тупі, часто хвилеподібні, шириною 3.5–6 мм, довжиною 6–7 мм, білого кольору з зеленою середньою жилкою. Пиляки жовті. Зав'язь пригнічено-куляста з трьома борознами, темно-пурпурно-чорна. Коробочка округла, з трьома поздовжніми борознами, шириною 5–6 мм. Насіння яйцеподібне до широко яйцеподібного, грубе, чорнувате, довжиною 3–4.2 мм. 2n = 16.

## Поширення
Поширений в азійській Туреччині.
Територія зростання належить до середземноморського флористичного регіону. Новий вид колонізує лише вапняні кам'янисті і трав'янисті схили, що знаходяться поблизу лісів Cedrus libani, на висотах 1400—1700 м.